# Łękińsko (gromada)
Łękińsko – dawna gromada, czyli najmniejsza jednostka podziału terytorialnego Polskiej Rzeczypospolitej Ludowej w latach 1954–1972.
Gromady, z gromadzkimi radami narodowymi (GRN) jako organami władzy najniższego stopnia na wsi, funkcjonowały od reformy reorganizującej administrację wiejską przeprowadzonej jesienią 1954 do momentu ich zniesienia z dniem 1 stycznia 1973, tym samym wypierając organizację gminną w latach 1954–1972.
Gromadę Łękińsko siedzibą GRN w Łękińsku utworzono – jako jedną z 8759 gromad na obszarze Polski – w powiecie piotrkowskim w woj. łódzkim, na mocy uchwały nr 35/54 WRN w Łodzi z dnia 4 października 1954. W skład jednostki weszły obszary dotychczasowych gromad Łękińsko i Wolica oraz wieś Wola Grzymalina, parcelacja Wola Grzymalina, osada Leśna Dąbrowa i osada leśna Cieślowizna z dotychczasowej gromady Wola Grzymalina ze zniesionej gminy Kleszczów w tymże powiecie. Dla gromady ustalono 14 członków gromadzkiej rady narodowej.
1 stycznia 1956 gromada weszła w skład nowo utworzonego powiatu bełchatowskiego w tymże województwie.
1 lipca 1968 do gromady Łękińsko przyłączono obszar zniesionej gromady Ruszczyn w tymże powiecie (bez wsi Kurzymąka, wsi i kolonii Piła Ruszczyńska oraz wsi i kolonii Ruszczyn).
Gromada przetrwała do końca 1972 roku, czyli do kolejnej reformy gminnej.